# Северные леса центральных Скалистых гор

Се́верные леса́ центра́льных Скали́стых гор (англ. North Central Rockies forests) — экологический регион умеренных хвойных лесов в Канаде и США.

## Окружение
Этот экорегион расположен в областях Скалистых гор в юго-восточной Британской Колумбии, юго-западной Альберте, северо-западной Монтане и северном Айдахо. Климат неоднородный. В областях к западу от водораздела выпадает больше осадков и климат смягчён влиянием Тихого океана, а к востоку от водораздела климат более сухой и континентальный. В канадской части экорегиона среднегодовые температуры варьируются от 3,5 °C на востоке до 5,5 °C на западе, летом средние температуры составляют 12,5 — 14,5 °C, а зимой — −3,5 — −6,5 °C. В долинах тёплое, влажное лето и умеренно холодная, снежная зима, тогда как в субальпийских зонах лето прохладное и влажное с возможными заморозками, а зима очень холодная и снежная. Осадки меняются от умеренных до сильных: в долинах обычно их выпадает 500—800 мм, а на больших высотах — намного больше 1000 мм.